# Amir Karakulov
Amir Bulatovich Karakulov (Almaty, Kazajistán, 11 de septiembre de 1965) es un director y guionista de cine kazajo.

## Biografía
Nació en Almaty en 1965, y entre 1982 y 1983 estudió periodismo en la Universidad de la República de Kazajistán; posteriormente se trasladó a Moscú, donde se graduó en 1984 en el Instituto de Cine de Moscú (VGIK), estudiando a su vuelta a Kazajistán en el Instituto de Arte y Teatro de Almaty, donde se diplomó en 1990. 

## Filmografía

### Director
- Jylama (No llores, 2003)[1]
- Posledniye Kanikuly (Las últimas vacaciones, 1996)[2]
- Golubinyj Zvonar (El campanero de Zvonar, 1994)[3]
- Razluchnitsa (El intruso, 1991)[4]
- Listja (La lista, 1990) (cortometraje)

### Guionista y editor
- Golubinyj Zvonar (1994)
- Posledniye Kanikuly (1996)

## Premios
Ha recibido 3 premios y 1 nominación.

### Festival Internacional de Cine de Hawái
| Año  | Resultado | Premio         | Categoría/Destinatario(s) |
| ---- | --------- | -------------- | ------------------------- |
| 2003 | Nominado  | Mejor película | Por: Jylama (2003)        |

### Festival Internacional de Cine de Moscú
| Año  | Resultado | Premio                             | Categoría/Destinatario(s) |
| ---- | --------- | ---------------------------------- | ------------------------- |
| 1991 | Ganador   | Premio FIPRESCI - Mención Especial | Por: Razluchnitsa (1991)  |

### Festival de Cine Internacional de Róterdam
| Año  | Resultado | Premio       | Categoría/Destinatario(s)       |
| ---- | --------- | ------------ | ------------------------------- |
| 1997 | Ganador   | Premio Tigre | Por: Posledniye Kanikuly (1996) |

### Festival de Cine Internacional de Tokio
| Año  | Resultado | Premio        | Categoría/Destinatario(s)        |
| ---- | --------- | ------------- | -------------------------------- |
| 1996 | Ganador   | Premio de Oro | Por: Posledniye Kanikuly (1996)) |